# 山手町 (広島市)
山手町（やまてちょう）は、広島市西区の町名。郵便番号は733-0804（広島西郵便局管区）。住居表示実施済み。2015年（平成27年）現在、392世帯798人の人口を数える。

## 地理
山腹斜面の住宅地となっていて、西区の北部に位置する。北は竜王町、西は己斐大迫、南は己斐東、東は太田川放水路を挟んで中広町と接する。中広町とは山手橋が架かっている。面積は0.95平方キロメートルで、周囲は5466.25メートル。

### 地価
山手町の土地価格相場（地価）は坪単価 25.9万円/坪 (7.8万円/㎡)である。なお、西区の公示地価は2022年現在、平均坪単価59万3320円/坪（17.9万円/㎡）である。

## 歴史
町域は藩政期においては安芸国沼田郡に属し、同郡新庄村・打越村にまたがる地域であった。1889年（明治22年）の町村制施行に際してこの2村を含む地域は統合されて沼田郡（その後安佐郡）三篠村（その後の町制施行で三篠町）となり、大字「新庄」および「打越」となった。1929年の三篠町の広島市の編入合併により、広島市三篠町新庄と三篠町打越とされ町域もその一部となったが、1933年（昭和8年）に町名変更によって現在の町名になった。町名は字名由来と思われる。
太田川放水路は山手川を拡幅して建設され、1965年（昭和40年）に完成した。これに伴い町内でも、域内を通る国鉄山陽本線が一部付け替えられるなどの影響が出た。
1970年（昭和45年）に町域の一部が竜王町になった。
1980年（昭和55年）に広島市が政令指定都市に移行したことに伴い広島市西区になる。

## 世帯数と人口
2015年（平成30年）現在の世帯数と人口は以下の通りである。1936年（昭和11年）の世帯数、人口は37・203。1960年の世帯数、人口は50・183。近年は若い子育て世代が増えている。
| 町丁   | 世帯数  | 人口  |
| ------ | ------- | ----- |
| 山手町 | 392世帯 | 798人 |

## 小・中学校の学区
市立小・中学校に通う場合、学区は以下の通りとなる。
| 番・番地等 | 小学校             | 中学校             |
| ---------- | ------------------ | ------------------ |
| 全域       | 広島市立三篠小学校 | 広島市立中広中学校 |

## 交通

### 鉄道
町内を南北にJR山陽本線が、町北部に山陽新幹線が通っているが、駅は存在しない。最寄り駅は西広島駅もしくは横川駅。

### バス
町内にバスは走っていない。最寄りのバス停は基本的に『中広3丁目』バス停。

### 道路
町内に国道や県道は存在しないが、広島高速4号線が通っている。ただし、インターチェンジなどの設備はない。橋は山手橋と広島高速の広島西大橋がある。道路トンネルは、広島高速の西風トンネルがある。

## 施設

### 公共施設
- 山手公園
- 山手第一公園
- 太田川放水路緑地

### 店
- セブンイレブン広島山手町店
- 安藝之國 茶房 庭テラス
- お好み焼き山ちゃん

### 企業
- 河原商会
- 浅島組
- 木元製本所
- 河野包材企画
- コムラ
- 二反田工業

### 宗教
- 竜華院

## 年間行事
- とんど祭り（1月）
- 新入生を祝う会（3月）
- 学区親善運動会（4月）
- 夏祭り（8月）
- ソーメン流し大会（9月）
- 長寿を祝う会（10月）
- 亥の子祭り（11月）
- クリスマス会（12月）[9]